# 南浦駅 (南浦特別市)
南浦駅（ナムポえき）とは、朝鮮民主主義人民共和国南浦特別市港口区域にある平南線の駅。

## 歴史
- 1910年10月16日、平南線の開通とともに開業[1]。
- 2022年12月11日 新駅舎完成[2]。

## 隣の駅
朝鮮民主主義人民共和国鉄道省
平南線
新南浦駅 - 南浦駅
島智里線
南浦駅 - 島智里駅